# Sunny (филм)
 
Sunny (транскр. Сани, прев. Сунчано, корејски: 써니; РР: Sseoni) је јужнокорејска драмска комедија из 2011. године. Филм говори о жени средњих година која покушава да испуни самртну жељу своје другарице да поново уједини групу средњошколских другарица. У филму се смјењују двије временске линије: садашњост гдје су жене средњих година и 1980-те када су биле у средњошколке. Овоје други филм сценаристе и редитеља Канг Хјонг-чола, који је претходно режирао Скандал Мејкрс (2008).
Објављен 4. маја 2011, Сани је био први филм те године који је продао пет милиона карата у Јужној Кореји, и постао други корејски филм са највећом зарадом до краја године.  Ажурирано: 20. септембар 2012.  , то је 13. најпродаванији филм свих времена у Јужној Кореји. Канг Хјонг-чол и Нам На-Јонг освојили су награду за најбољу режију и најбољу монтажу на Гренд Бел наградама .   Глумица Канг Со-ра освојила је неколико награда за улогу тинејџерке Ха Чун-хве. 

## Радња
Им На-ми ( Иоо Хо-јеонг ), богата домаћица и мајка, обавља своју дневну рутину. Док ствари споља изгледају савршено (диван дом, великодушни муж, прелијепа ћерка), она је депресивна због свог живота. Када оде да умије лице, примјећује многе боре на својој кожи. Када замоли мужа да посјети њену мајку у болници, он јој одговара да јој даје новац за куповину луксузних торби, а њена ћерка изражава сличну равнодушност и љутњу. На-ми сваког јутра доручкује сама док њен муж иде на посао, а ћерка у школу. Гледа напоље и примјећује групу средњошколки које шетају и смију се. 
Након посјете мајци, На-ми пролази поред болесничке собе са натписом „Ха Чун-хва“ и размишља о свом средњошколском животу. Затим тражи од свог шофера да је одведе у средњу школу за девојке коју је похађала у Сеулу. Открива се тинејџерка На-ми ( Шим Еун-кјунг).
На часу дјевојке бришу прашину са музичких плоча и диве се постерима америчких глумаца. Многе дјевојке носе америчке атлетске брендове. Учитељица улази и представља На-ми. Ученици се ругају њеном сеоском нагласку, а она се стиди својих ципела и одјеће. Тамо, На-ми упознаје Ха Чун-хву ( Канг Со-ра ), која упознаје На-ми са својом групом пријатеља: Ким Џанг-ми (Ким Мин-иоунг) је крупна дјевојка која је опсједнута својим изгледом и жељама да добије естетску операцију очију. Хванг Џин-хи ( Парк Јин-јоо ), ћерка корејског професора књижевности, обилно псује. Сео Гум-ок ( Нам Бо-ра ) је бистра ученица која жели да постане писац; спремна да истуче свакога ко се петља са њеним пријатељима. Рју Бок-хи ( Ким Бо-ми ) сања да постане Мис Кореје; са собом увијек носи огледалце и често прави разне гримасе посматрајући себе у огледалу. Џунг Су-ји ( Мин Хио-рин ) је тиха, тајанствена љепотица; кад год разговара са На-ми, увијек је са дозом презира. На-ми је прихваћена у њихову групу као њихов седми члан након што се неочекивано покаже као вриједна њиховог друштва када против супарничке групе из друге школе искористи свој дијабетес као параван за опсједнутост духом. Чун-хва предлаже именовање њихове групе; они се одлучују на "Сани", након што ноћни радио Ди Џеј одговори на њихово писмо тражења "Сани" пјесме од Бони М групе уживо у преносу. За то време На-ми упознаје Хан Јоон-хоа ( Ким Ши-хо ), пријатеља Џанг Мијиног брата. Одмах се заљубљеја у њега. Кроз филм се појављују флешбекови времена које су њих двоје провели заједно док он постаје Намиина прва љубав.
У садашњем тренутку, На-ми се враћа у Чун-хвину болничку собу и потврђује да је то заиста њена другарица из средњошколских дана. Тада сазнаје да је Чун-хва ( Јин Хее-киунг ) постала успјешна пословна жена, али и да има терминални рак и само још два мјесеца живота. Чун-хва јој тада каже да би вољела да види њихову Сани дружину поново уједињену бар још једном прије него што умре. 
На-ми унајмљује приватног детектива да пронађе све чланове Сани. Џанг-ми ( Го Со-хее ) се бори као агент за животно осигурање. Злогласна Џин-хи (Хонг Јин-хее) се удала за богаташа, али је он вара, док се она претвара да је сада богата дама. Гум-ок (Лее Јон-кјунг) је незапослена и живи у скученом стану са својом надмоћном снахом, супругом своје снахе и новорођенчетом. Након што је салон љепоте њене мајке банкротирао, Бок-хи (Ким Сун-киунг) је прибјегла проституцији; док њена ћерка живи у сиротишту. Детектив примјећује да је Су-џи било изузетно тешко пронаћи; и с тога препоручује постављање новинског огласа како би је пронашли. На-ми такође тражи од детектива да потражи Џун-хоа. На крају је пронађен и На-ми одлази да га посјети. Међутим, на путу да га види, враћа се у вријеме када су у групи пријатеља ишли заједно на путовање. Док је у аутобусу На-ми црта Џун-хуов портрет; она касније креће у потрагу за њим са намјером да му преда тај цртеж. Када га пронађе, шокира се када види како се он и Су-ји љубе. Затим одлази у сузама и не предавши му цртеж. Сада као одрасла, одлази у продавницу плоча коју посједује Џун-хо и види Џун-хоовог сина (који изгледа у потпуности као млађи Џун-хо). Затим предаје цртеж сада старијем Џун-хоу ( Ли Геонг-јанг ) и на тај начин се мири са прошлошћу, спремна да пусти своју прву љубав.
Џун-хва умире прије него што група успије да се окупи у потпуности, али проналазећи једни друге, жене поново распламсавају своју страст за животом и уживају у друштву једна друге. У једном тренутку Џун-хва, На-ми, Џанг-ми и Џин-хе се окупљају да се освете групи тинејџерки које малтретирају На-мину ћерку. На Џун-хваиној сахрани, Сани (минус Су-џи) се поново уједињује, али многе од њих и даље не знају све о садашњим мукама својих старих другарица. Док се спремају да оду, Џун-хвин адвокат ( Сунг Ђи-ру ) улази и пита их да ли су Сани. Он чита Џун-хвин тестамент, који завјештава да ће На-ми сада бити вођа њихове Сани групе. Џин-хи добија мјесто потпредсједника; изгледа разочарано јер је очекивала нешто новчано. На то, адвокат објашњава, "Ти си већ богата" , поруком од Џун-хве. Затим чита да је од Џанг-ми Џун-хва купила животно осигурање, на име свих чланова Сани групе. Џанг-ми је одушевљена што ће коначно бити број један у продаји у својој фирми за тај мјесец.  Џун-хва Гум-ок нуди позицију у њеној издавачкој компанији, са шансом да постане извршни директор ако удвостручи продају. Џун-хва оставља Бок-хи потпуно плаћен стан, како би могла коначно да живи са својом ћерком у миру. Након што Бок-хи  заврши рехабилитацију, добиће и приземље Геум–окине зграде, уз велику суму новца, како би могла да отвори фризерски салон.
Након завршетка читања тестамента, по посљедњој Џун-хваиној жељи, жене понављају своју средњошколску кореографију плешући уз " Сани " , пјесму од Бони М групе, испред Џун-хваине слике на сахрани. Док славе, Су-џи (Јун Џунг) се изненада појављује. Филм се завршава флешбековима на њихове тинејџерске дане.

## Алузије
Сцене флешбека супротстављале су забавне и блесаве, драмама испуњен живот средњошколаца са устанком у Гванџуу који се одиграо у стварности одиграо у мају 1980. У филму, На-мин брат је студент који учествује у протестима. Сцене у којима се Сани бори са ривалском бандом су у позадини реалног насилног сукоба између демонстраната и војске.
Издање филма било је правовремено, јер се индустрија забаве фокусирала на мјузикле, филмове и поп музику из 1980-их. Западни брендови и производи били су у изобиљу присутни у дијеловима филма са флешбековима. Сви модерни средњошколци су носили марке као што су Најк и Адидас . Билборд за Рокија био је видљив у позадини борбе између Санија и њихових ривала. Музика се такође позива на пјесме из 1980-их, укључујући "" од Џој, " Гирлс Јуст Вант то Хаве Фун " Синди Лаупер,   " Реалити " Рицхарда Сандерсона и Бонеи М. из 1976. обрада песме Бобија Хеба " Сунни ", као и корејске поп песме "Ин Ми Дреамс" Јо Дук-бае и "И Сее" од Нами. Песма која се посебно користи у првој и завршној сцени је "Тиме афтер тиме", коју певају Так & Пати, оригинална верзија Синди Лаупер.

## Музика
Албум чине инструментали које је компоновао музички директор Ким Џун-сок који изражавају емоционално стање ликова. Филм је такође приказао мјешавину корејске и западне поп музике из 1980-их како би изазвао носталгију и означио западњачку „хиру“ која је у то време преплавила студенте у Кореји.

## Издање
Филм је објављен 4. маја 2011. у Јужној Кореји.  Такође је добио ограничено издање у Сједињеним Државама у јулу 2011. године, приказивање у Лос Анђелесу, Торенсу, Њујорку, Њу Џерсију, Чикагу, Вирџинији, Вашингтону, Сијетлу, Тексасу и Хавајима .  